# ФК Партизан сезона 2002/03.
ФК Партизан сезона 2002/03. обухвата све резултате и остале информације везане за наступ Партизана у сезони 2002/03.

## Играчи
- Радован Радаковић
- Миливоје Ћирковић
- Драгољуб Јеремић
- Игор Дуљај
- Дејан Огњановић
- Ненад Кутлачић
- Милан Стојаноски
- Горан Тробок
- Андрија Делибашић
- Звонимир Вукић
- Дамир Чакар
- Миладин Бечановић
- Радиша Илић
- Ненад Мишковић
- Иван Станковић
- Тарибо Вест
- Ивица Илиев
- Владимир Ивић
- Ајаздин Нухи
- Дејан Живковић
- Саша Илић
- Дејан Русмир
- Бранко Савић
- Бранимир Бајић
- Данко Лазовић
- Алберт Нађ
- Ђорђе Пантић

## Резултати

### Табела
| Поз. | Клуб            | ИГ | П  | Н | И  | ГД | ГП | ГР  | Бод. |
| ---- | --------------- | -- | -- | - | -- | -- | -- | --- | ---- |
| 1    | Партизан        | 34 | 29 | 2 | 3  | 88 | 36 | +52 | 89   |
| 2    | Црвена звезда   | 34 | 21 | 7 | 6  | 68 | 26 | +42 | 70   |
| 3    | ОФК Београд     | 34 | 19 | 6 | 9  | 57 | 36 | +21 | 63   |
| 4    | Сутјеска Никшић | 34 | 19 | 5 | 10 | 43 | 32 | +11 | 62   |

1 Смедерево је обезбедило учешће у УЕФА купу као освајач Купа СРЈ.
| Датум               | Место                | Противник           | Резултат       | Стрелци за Партизан                                                 | Такмичење                      |
| 31. јул 2002.       | Стокхолм, Шведска    | Хамарби             | 1:1            | Лазовић (36.)                                                       | Квалификације за Лигу шампиона |
| 7. август 2002.     | Београд              | Хамарби             | 4:0            | Ивић (49.) Лазовић (54.) Илиев (64.) Илић (75.)                     | Квалификације за Лигу шампиона |
| 10. август 2002.    | Београд              | Хајдук Кула         | 5:1            | Илић (7.) Делибашић (17.) Чакар (42, 77.) Огњановић (70.)           | Прва лига СР Југославије       |
| 14. август 2002.    | Београд              | Бајерн Минхен       | 0:3            |                                                                     | Квалификације за Лигу шампиона |
| 17. август 2002.    | Обреновац            | Раднички Обреновац  | 2:1            | Вукић (? пен.) Лазовић (?)                                          | Прва лига СР Југославије       |
| 24. август 2002.    | Београд              | Раднички Ниш        | 5:2            | Илић (? ? ?) Бајић (?) Илиев (?)                                    | Прва лига СР Југославије       |
| 27. август 2002.    | Минхен, Немачка      | Бајерн Минхен       | 1:3            | Чакар (72.)                                                         | Квалификације за Лигу шампиона |
| 31. август 2002.    | Никшић               | Сутјеска Никшић     | 1:0            | Вукић (86.)                                                         | Прва лига СР Југославије       |
| 11. септембар 2002. | Чачак                | Борац Чачак         | 6:1            | Савић (3.) Чакар (13, 20.) Лазовић (53.) Делибашић (67, 70.)        | Куп СР Југославије             |
| 14. септембар 2002. | Београд              | Чукарички           | 6:2            | Лазовић (2.) Чакар (16.) Илиев (32, 63.) Илић (86.) Делибашић (90.) | Прва лига СР Југославије       |
| 19. септембар 2002. | Лисабон, Португалија | Спортинг Лисабон    | 3:1            | Аутогол (11.) Делибашић (35.) Илиев (78.)                           | Куп УЕФА                       |
| 22. септембар 2002. | Београд              | Железник            | 0:2            |                                                                     | Прва лига СР Југославије       |
| 25. септембар 2002. | Београд              | Раднички Југопетрол | 1:1 (5:4 пен.) | Аутогол (38.)                                                       | Куп СР Југославије             |
| 14. септембар 2002. | Београд              | Сартид              | 3:2            | Лазовић (16.) Вукић (34.) Делибашић (45.)                           | Прва лига СР Југославије       |
| 3. октобар 2002.    | Београд              | Спортинг Лисабон    | 3:3            | Делибашић (78.) Живковић (110.) Чакар (117.)                        | Куп УЕФА                       |
| 6. октобар 2002.    | Будва                | Могрен              | 1:0            | ?                                                                   | Прва лига СР Југославије       |
| 19. октобар 2002.   | Београд              | Црвена звезда       | 2:2            | Илиев (30.) Илић (60.)                                              | Прва лига СР Југославије       |
| 25. октобар 2002.   | Београд              | Земун               | 1:1            | ?                                                                   | Прва лига СР Југославије       |
| 29. октобар 2002.   | Београд              | Славија Праг        | 3:1            | Лазовић (4.) Илић (32.) Вукић (69.)                                 | Куп УЕФА                       |
| 3. новембар 2002.   | Београд              | Рад                 | 2:1            | Илић (?) Делибашић (?)                                              | Прва лига СР Југославије       |
| 6. новембар 2002.   | Београд              | Рудар Пљевља        | 4:0            | Илиев (27, 35.) Савић (55.) Чакар (87.)                             | Прва лига СР Југославије       |
| 9. новембар 2002.   | Нови Сад             | Војводина           | 5:4            | Илић (13, 84.) Делибашић (47.) Ивић (77. пен.) Илиев (80.)          | Прва лига СР Југославије       |
| 14. новембар 2002.  | Праг, Чешка          | Славија Праг        | 1:5            | Ивић (89.)                                                          | Куп УЕФА                       |
| 17. новембар 2002.  | Београд              | ОФК Београд         | 3:2            | Вукић (9. пен.) Делибашић (63.) Илиев (64.)                         | Прва лига СР Југославије       |
| 23. новембар 2002.  | Београд              | Обилић              | 1:0            | Ивић (75.)                                                          | Прва лига СР Југославије       |
| 27. новембар 2002.  | Београд              | Железник            | 1:4            | Вукић (80.)                                                         | Куп СР Југославије             |
| 30. новембар 2002.  | Београд              | Зета                | 3:1            | ?                                                                   | Прва лига СР Југославије       |
| 6. децембар 2002.   | Ивањица              | Јавор Ивањица       | 2:1            | Ивић (51.) Делибашић (53.)                                          | Прва лига СР Југославије       |